# 万安功德坊
万安功德坊，位于山西省临汾市洪洞县万安镇万安村东口荒废的古道上，是一座高大的功名石牌坊，四柱三门五楼式，高12米，宽7米，建于清嘉庆年间，用于旌表官商一体的洪洞万安刘氏家族，刻有清代康熙、雍正、乾隆、嘉庆四代皇帝的八道圣旨，分别为万安刘氏家族的第二代刘富，第三代刘积庆、刘积压，第四代刘克昌、刘克敏，第五代刘杰龙、刘汉疆、刘杰凤八人加官封爵。牌坊上部有三座品字形歇山顶，下部在两次间设歇山顶。五个歇山顶均已残破。正面刻有“四世崇封”，背面刻有“累代荣恩”。对联为：“虎节金章门荣棨戟，鸾书玉轴世宠丝纶。日诏宠临宏恩锡频，云衡光贲大府策勋”以及“九天雨露留青简，五色云霞映紫渥。组绶一堂联风浩，簪缨奕世荷龙光。”牌坊布满雕饰，精美绝伦，包括官员出行图、游园图等等。1985年8月，万安功德坊公布为洪洞县文物保护单位。这座牌坊具有极高的历史艺术价值，然而保护现状和周围环境不容乐观。
牌坊东侧原有一排五个连体牌楼，高大威严，已在文革中拆毁。